# Vera Igorevna Zvonarjova
Vera Igorevna Zvonarjova ( meghallgat, oroszul: Вера Игоревна Звонарёва; Moszkva, 1984. szeptember 7. –) olimpiai bronzérmes, párosban háromszoros, vegyes párosban kétszeres Grand Slam-tornagyőztes, párosban év végi világbajnok, kétszeres Fed-kupa-győztes orosz hivatásos teniszezőnő.
2000-ben vált profi játékossá. Pályafutása során egyéniben 12, párosban 16 WTA-tornát nyert meg, emellett párosban két WTA 125K-tornán végzett az első helyen, valamint három egyéni ITF-tornagyőzelmet szerzett. Grand Slam-tornákon egyéniben a legjobb eredményeit 2010-ben érte el, amikor Wimbledonban és a US Openen is bejutott a döntőbe. Párosban háromszor nyert Grand Slam-tornát: 2006-ban Nathalie Dechy-vel a US Openen, 2012-ben Szvetlana Kuznyecovával az Australian Openen, 2020-ban Laura Siegemunddal a US Openen. Vegyes párosban két Grand Slam-tornagyőzelmet szerzett: a 2004-es US Openen Bob Bryannel, valamint 2006-ban Wimbledonban Andi Rámmal. Párosban a német Laura Siegemund párjaként a 2023-as WTA Finals torna megnyerésével év végi világbajnoki címet szerzett.
A 2008-as pekingi olimpián bronzérmet szerzett egyesben. Párosban Jelena Vesznyinával a negyeddöntőben kaptak ki a később olimpiai bajnoki címet is megszerző Williams-testvérektől.  A 2012-es londoni olimpián a 3. körben a későbbi olimpiai bajnok Serena Williams ütötte el a továbbjutástól.
Legjobb egyéni világranglista-helyezése a második volt, ezt 2010 októberében érte el. Párosban 2024. február 19-én a hetedik helyre került.
2003–2011 között tíz alkalommal játszott Oroszország Fed-kupa-válogatottjában, és két alkalommal (2004, 2008) a kupagyőztes csapat tagja volt.

## Magánélete
Sportoló családba született 1984. szeptember 7-én, Moszkvában. Édesanyja Natalja Bikova néven gyeplabdázott, s az 1980-as moszkvai olimpián bronzérmet szerzett csapatával. Édesapja, Igor Zvonarjov játszott a szovjet bandybajnokságban.
2015 áprilisa és 2017 áprilisa között szüneteltette versenyzését. Ebben az időszakban megházasodott és 2016-ban megszületett kislánya Evelyn.
Aktívan támogatja az úgynevezett Rett-szindrómában szenvedő emberek gyógyulását, a betegséggel kapcsolatos kutatásokat. 2009-ben a UNESCO és a WTA közötti együttműködés keretében a nemek közötti egyenlőségért való küzdelem képviselőjévé is megválasztották.
Három diplomával rendelkezik. Az első Bachelor-fokozatot Moszkvában a Diplomáciai Akadémián szerezte, majd a Testnevelési Főiskolát végezte el. Harmadik diplomáját a WTA támogatásával az Indiana University nemzetközi gazdasági kapcsolatok szaknak elvégzése után kapta meg.

## Pályafutása
6 éves korában kezdett el teniszezni, amikor édesanyja elvitte őt egy sportklubba. Első edzője Jekatyerina Ivanovna Krjucskova volt. Eleinte nem akart profi játékos lenni, de az első sikerei után úgy döntött, hogy az élsportnak szenteli életét.

## Grand Slam-döntői

### Egyéni

#### Elveszített döntői (2)
| Év   | Torna     | Borítás | Ellenfél a döntőben | Eredmény |
| 2010 | Wimbledon | Fű      | Serena Williams     | 3–6, 2–6 |
| 2010 | US Open   | Kemény  | Kim Clijsters       | 2–6, 1–6 |

### Páros

#### Győzelmei (3)
| Év   | Torna           | Borítás | Partner              | Ellenfelei a döntőben              | Eredmény a döntőben |
| 2006 | US Open         | Kemény  | Nathalie Dechy       | Gyinara Szafina Katarina Srebotnik | 7–6(5), 7–5         |
| 2012 | Australian Open | Kemény  | Szvetlana Kuznyecova | Sara Errani Roberta Vinci          | 5–7, 6–4, 6–3       |
| 2020 | US Open         | Kemény  | Laura Siegemund      | Nicole Melichar Hszü Ji-fan        | 6–4, 6–4            |

#### Elveszített döntői (2)
| Év   | Torna     | Borítás | Partner          | Ellenfelei a döntőben             | Eredmény a döntőben |
| 2010 | Wimbledon | Fű      | Jelena Vesznyina | Vania King Jaroszlava Svedova     | 6–7(6), 2–6         |
| 2023 | US Open   | Kemény  | Laura Siegemund  | Gabriela Dabrowski Erin Routliffe | 6–7(9), 3–6         |

### Vegyes páros

#### Győzelmei (2)
| Év   | Torna     | Borítás | Partner   | Ellenfelei a döntőben        | Eredmény a döntőben |
| 2004 | US Open   | Kemény  | Bob Bryan | Alicia Molik Todd Woodbridge | 6–3, 6–4            |
| 2006 | Wimbledon | Fű      | Andi Rám  | Bob Bryan Venus Williams     | 6–3, 6–2            |

## WTA-döntői

### Egyéni

#### Győzelmei (12)
| Összesítés           |                        |
| Grand Slam-torna (0) |                        |
| Tier I (0)           | Premier Mandatory* (1) |
| Tier II (0)          | Premier Five* (1)      |
| Tier III (6)         | Premier* (0)           |
| Tier IV (1)          | International* (3)     |
| Tier V (0)           | Challenger* (0)        |

* 2009-től megváltozott a tornák rendszere. Challenger tornákat 2012-től rendeznek.
 Az egymás mellett azonos színnel jelölt tornatípusok között nincs teljes mértékű megfelelés.
| No. | Dátum                | Torna                                          | Borítás    | Ellenfél a döntőben        | Eredmény         |
| 1.  | 2003. május 4.       | Croatian Bol Ladies Open, Bol                  | Salak      | Conchita Martínez Granados | 6–1, 6–3         |
| 2.  | 2004. február 21.    | Cellular South Cup, Memphis                    | Kemény (f) | Lisa Raymond               | 4–6, 6–4, 7–5    |
| 3.  | 2005. február 19.    | Cellular South Cup, Memphis                    | Kemény (f) | Meghann Shaughnessy        | 7–6(3), 6–2      |
| 4.  | 2006. június 18.     | DFS Classic, Birmingham                        | Fű         | Jamea Jackson              | 7–6(12), 7–6(5)  |
| 5.  | 2006. július 23.     | W & S Financial Group Women’s Open, Cincinnati | Kemény     | Katarina Srebotnik         | 6–2, 6–4         |
| 6.  | 2008. május 4.       | ECM Prague Open, Prága                         | Salak      | Viktorija Azaranka         | 7–6(2), 6–2      |
| 7.  | 2008. szeptember 21. | Guangzhou International Women’s Open, Kanton   | Kemény     | Peng Suaj                  | 6–7(4), 6–0, 6–2 |
| 8.  | 2009. február 15.    | PTT Pattaya Open, Pattaja                      | Kemény     | Szánija Mirza              | 7–5, 6–1         |
| 9.  | 2009. március 22.    | BNP Paribas Open, Indian Wells                 | Kemény     | Ana Ivanović               | 7–6(5), 6–2      |
| 10. | 2010. február 14.    | PTT Pattaya Open, Pattaja                      | Kemény     | Tamarine Tanasugarn        | 6–4, 6–4         |
| 11. | 2011. február 26.    | Qatar Ladies Open, Doha                        | Kemény     | Caroline Wozniacki         | 6–4, 6–4         |
| 12. | 2011. július 24.     | Baku Cup, Baku                                 | Kemény     | Kszenyija Pervak           | 6–1, 6–4         |

#### Elveszített döntői (19)
| No. | Dátum                | Torna                                                  | Borítás    | Ellenfél a döntőben | Eredmény         |
| 1.  | 2002. július 14.     | Internazionali Femminili di Tennis di Palermo, Palermo | Salak      | Mariana Díaz-Oliva  | 7–6(6), 1–6, 3–6 |
| 2.  | 2004. augusztus 22.  | W & S Financial Group Women’s Open, Cincinnati         | Kemény     | Lindsay Davenport   | 3–6, 2–6         |
| 3.  | 2004. november 7.    | Advanta Championships, Philadelphia                    | Kemény (f) | Amélie Mauresmo     | 6–3, 2–6, 2–6    |
| 4.  | 2006. január 7.      | ASB Classic, Auckland                                  | Kemény     | Marion Bartoli      | 2–6, 2–6         |
| 5.  | 2007. január 6.      | ASB Classic, Auckland                                  | Kemény     | Jelena Janković     | 6–7(9), 7–5, 3–6 |
| 6.  | 2008. január 11.     | Moorilla Hobart International, Hobart                  | Kemény     | Eléni Danjilídu     | visszalépett     |
| 7.  | 2008. február 24.    | Qatar Total Open, Kanton                               | Kemény     | Marija Sarapova     | 1–6, 6–2, 0–6    |
| 8.  | 2008. április 20.    | Family Circle Cup, Charleston                          | Zöld salak | Serena Williams     | 4–6, 6–3, 3–6    |
| 9.  | 2008. október 12.    | Kreml Kupa, Moszkva                                    | Kemény (f) | Jelena Janković     | 2–6, 4–6         |
| 10. | 2008. október 26.    | Generali Ladies Linz, Linz                             | Kemény     | Ana Ivanović        | 2–6, 1–6         |
| 11. | 2008. november 9.    | WTA Tour Championships, Doha                           | Kemény     | Venus Williams      | 7–6(5), 0–6, 2–6 |
| 12. | 2010. április 18.    | Family Circle Cup, Charleston                          | Zöld salak | Samantha Stosur     | 0–6, 3–6         |
| 13. | 2010. július 3.      | Wimbledon, London                                      | Fű         | Serena Williams     | 3–6, 2–6         |
| 14. | 2010. augusztus 22.  | Rogers Cup, Montréal                                   | Kemény     | Caroline Wozniacki  | 3–6, 2–6         |
| 15. | 2010. szeptember 11. | US Open, New York                                      | Kemény     | Kim Clijsters       | 2–6, 1–6         |
| 16. | 2010. október 10.    | China Open, Peking                                     | Kemény     | Caroline Wozniacki  | 3–6, 6–3, 3–6    |
| 17. | 2011. augusztus 7.   | Mercury Insurance Open, Carlsbad                       | Kemény     | Agnieszka Radwańska | 3–6, 4–6         |
| 18. | 2011. október 1.     | Toray Pan Pacific Open, Tokió                          | Kemény     | Agnieszka Radwańska | 3–6, 2–6         |
| 19. | 2017. szeptember 10. | Talien                                                 | Kemény     | Katerina Kozlova    | 4–6, 2–6         |

### Páros

#### Győzelmei (16)
| Összesítés           |                        |                               |
| Grand Slam-torna (3) |                        |                               |
| Tier I (2)           | Premier Mandatory* (1) | WTA 1000 (kötelező)** (1)     |
| Tier II (0)          | Premier Five* (0)      | WTA 1000 (nem kötelező)** (0) |
| Tier III (0)         | Premier* (1)           | WTA 500** (1)                 |
| Tier IV (1)          | International* (2)     | WTA 250** (3)                 |
| Tier V (0)           | Challenger* (0)        |                               |
| WTA Finals (1)       |                        |                               |

- * 2009-től megváltozott a tornák rendszere. Az egymás mellett azonos színnel jelölt tornatípusok között nincs teljes mértékű megfelelés.
- **2021-től megváltozott a tornák kategóriáinak elnevezése.

| No. | Dátum                | Torna                                         | Borítás     | Partner                   | Ellenfelei a döntőben                  | Eredmény         |           |
| 1.  | 2004. október 17.    | Kreml Kupa, Moszkva                           | Szőnyeg (f) | Anasztaszija Miszkina     | Virginia Ruano Pascual Paola Suárez    | 6–3, 4–6, 6–2    |           |
| 2.  | 2005. május 8.       | Qatar Total German Open, Berlin               | Salak       | Jelena Lihovceva          | Cara Black Liezel Huber                | 4–6, 6–4, 6–3    |           |
| 3.  | 2006. január 7.      | ASB Classic, Auckland                         | Kemény      | Jelena Lihovceva          | Émilie Loit Barbora Strýcová           | 6–3, 6–4         |           |
| 4.  | 2006. szeptember 10. | US Open, New York                             | Kemény      | Nathalie Dechy            | Gyinara Szafina Katarina Srebotnik     | 7–6(5), 7–5      |           |
| 5.  | 2009. március 22.    | BNP Paribas Open, Indian Wells                | Kemény      | Viktorija Azaranka        | Gisela Dulko Sahar Peér                | 6–4, 3–6, [10–5] |           |
| 6.  | 2012. január 27.     | Australian Open, Melbourne                    | Kemény      | Szvetlana Kuznyecova      | Sara Errani Roberta Vinci              | 5–7, 6–4, 6–3    |           |
| 7.  | 2018. február 4.     | Ladies Neva Cup, Szentpétervár                | Kemény (f)  | Bacsinszky Tímea          | Alla Kudrjavceva Katarina Srebotnik    | 2–6, 6–1, [10–3] |           |
| 8.  | 2018. július 29.     | Moscow Open, Moszkva                          | Salak       | Anasztaszija Potapova     | Alekszandra Panova Galina Voszkobojeva | 6–0, 6–3         |           |
| 9.  | 2019. február 24.    | Hungarian Ladies Open, Budapest               | Kemény (f)  | Jekatyerina Alekszandrova | Stollár Fanny Heather Watson           | 6–4, 4–6, [10–7] |           |
| 10. | 2020. szeptember 11. | US Open, New York                             | Kemény      | Laura Siegemund           | Nicole Melichar Hszü Ji-fan            | 6–4, 6–4         |           |
| 11. | 2022. március 6.     | Lyon Open, Lyon                               | Kemény (f)  | Laura Siegemund           | Alicia Barnett Olivia Nicholls         | 7–5, 6–1         |           |
| 12. | 2022. április 3.     | Miami Open, Miami, Egyesült Államok           | Kemény      | Laura Siegemund           | Veronyika Kugyermetova Elise Mertens   | 7–6(3), 7–5      |           |
| 13. | 2023. augusztus 6.   | Washington Open, Washington, Egyesült Államok | Kemény      | Laura Siegemund           | Alexa Guarachi Monica Niculescu        | 6–4, 6–4         |           |
| 14. | 2023. október 1.     | Ningbo Open, Ningpo                           | Kemény      | Laura Siegemund           | Kuo Han-jü Csiang Hszin-jü             | 4–6, 6–3, [10–5] |           |
| 15. | 2023. október 22.    | Jiangxi Open, Nancsang                        | Kemény      | Laura Siegemund           | Hozumi Eri Ninomija Makoto             | 6–4, 6–2         |           |
| 16. | 2023. november 5.    | WTA Finals, Cancún                            | Kemény      | Laura Siegemund           | Nicole Melichar-Martinez Ellen Perez   | 6–4, 6–4         | részletek |

#### Elveszített döntői (7)
| No. | Dátum                | Torna                                                   | Borítás     | Partner          | Ellenfelei a döntőben             | Eredmény    |
| 1.  | 2003. október 5.     | Kreml Kupa, Moszkva                                     | Szőnyeg (f) | A. Miszkina      | Nagyja Petrova M. Shaughnessy     | 3–6, 4–6    |
| 2.  | 2004. február 21.    | Cellular South Cup, Memphis                             | Kemény (f)  | Marija Sarapova  | Åsa Svensson Meilen Tu            | 4–6, 6–7(0) |
| 3.  | 2005. június 18.     | Hastings Direct International Championships, Eastbourne | Fű          | Jelena Lihovceva | Lisa Raymond Rennae Stubbs        | 3–6, 5–7    |
| 4.  | 2005. július 31.     | Bank of the West Classic, Stanford                      | Kemény      | Jelena Lihovceva | Cara Black Rennae Stubbs          | 3–6, 5–7    |
| 5.  | 2008. július 20.     | Bank of the West Classic, Stanford                      | Kemény      | Jelena Vesznyina | Cara Black Liezel Huber           | 4–6, 3–6    |
| 6.  | 2010. július 2.      | Wimbledon, London                                       | Fű          | Jelena Vesznyina | Vania King Jaroszlava Svedova     | 6–7(6), 2–6 |
| 7.  | 2023. szeptember 10. | US Open, New York                                       | Kemény      | Laura Siegemund  | Gabriela Dabrowski Erin Routliffe | 6–7(9), 3–6 |

## WTA 125K-döntői

### Egyéni: 1 (0–1)
| Eredmény | Gy-V | Dátum               | Torna             | Borítás | Ellenfél         | Eredmény |
| -------- | ---- | ------------------- | ----------------- | ------- | ---------------- | -------- |
| Döntős   | 0–1  | 2017. szeptember 4. | Dalian Open, Kína | Kemény  | Katerina Kozlova | 4–6, 2–6 |

### Páros: 5 (2-3)
| Eredmény | Gy-V | Dátum              | Torna                                    | Borítás    | Partner          | Ellenfelek                                 | Eredmény               |
| -------- | ---- | ------------------ | ---------------------------------------- | ---------- | ---------------- | ------------------------------------------ | ---------------------- |
| Döntős   | 0–1  | 2018. november 5.  | Open de Limoges, Franciaország           | Kemény (f) | Bacsinszky Tímea | Veronyika Kugyermetova Galina Voszkobojeva | 5–7, 4–6               |
| Döntős   | 0–2  | 2021. december 12. | Angers, Franciaország                    | Kemény (f) | Monica Niculescu | Tereza Mihalíková Greet Minnen             | 6–4, 1–6 [8–10]        |
| Győztes  | 1–2  | 2021. december 19. | Limoges, Franciaország                   | Kemény (f) | Monica Niculescu | Estelle Cascino Jessika Ponchet            | 6–4, 6–4               |
| Győztes  | 2–2  | 2023. május 21.    | Párizs, Franciaország                    | Salak      | Anna Danilina    | Nagyija Kicsenok Alycia Parks              | 5–7, 7–6(7–2), [14–12] |
| Döntős   | 2–3  | 2024. március 30.  | Antalya Challenger, Antalya, Törökország | Salak      | Babos Tímea      | Angelica Moratelli Camilla Rosatello       | 3–6, 6–3, [13–15]      |

## Eredményei Grand Slam-tornákon

### Egyéni
| Grand Slam | Australian Open | Australian Open   | Roland Garros  | Roland Garros     | Wimbledon      | Wimbledon         | US Open        | US Open              | Gy/V  |
| Év         | Eredmény        | Utolsó ellenfél   | Eredmény       | Utolsó ellenfél   | Eredmény       | Utolsó ellenfél   | Eredmény       | Utolsó ellenfél      | Gy/V  |
| 2002       | –               | –                 | 4. kör         | Serena Williams   | 2. kör         | Iva Majoli        | 3. kör         | Kim Clijsters        | 6–3   |
| 2003       | 1. kör          | Jelena Bovina     | Negyeddöntő    | Nagyja Petrova    | 4. kör         | Venus Williams    | 3. kör         | M. Shaughnessy       | 9–4   |
| 2004       | 4. kör          | Lindsay Davenport | 3. kör         | Marija Sarapova   | 4. kör         | Lindsay Davenport | 4. kör         | J. Gyementyjeva      | 11–4  |
| 2005       | 2. kör          | Vera Dusevina     | 3. kör         | Mary Pierce       | 2. kör         | Květa Peschke     | –              | –                    | 4–3   |
| 2006       | 1. kör          | Martina Hingis    | 1. kör         | Gyinara Szafina   | 1. kör         | Kim Clijsters     | 3. kör         | J. Gyementyjeva      | 2–4   |
| 2007       | 4. kör          | Marija Sarapova   | –              | –                 | –              | –                 | 3. kör         | Serena Williams      | 5–2   |
| 2008       | 1. kör          | Szugijama Ai      | 4. kör         | J. Gyementyjeva   | 2. kör         | T. Tanasugarn     | 2. kör         | Tetyana Perebijnyisz | 5–4   |
| 2009       | Elődöntő        | Gyinara Szafina   | –              | –                 | 3. kör         | Virginie Razzano  | 4. kör         | Flavia Pennetta      | 10–3  |
| 2010       | 4. kör          | V. Azaranka       | 2. kör         | A. Rodionova      | Döntő          | Serena Williams   | Döntő          | Kim Clijsters        | 16–4  |
| 2011       | Elődöntő        | Kim Clijsters     | 4. kör         | A. Pavljucsenkova | 3. kör         | Cvetana Pironkova | Negyeddöntő    | Samantha Stosur      | 14–4  |
| 2012       | 3. kör          | J. Makarova       | –              | –                 | 3. kör         | Kim Clijsters     | –              | –                    | 4–2   |
| 2013       | –               | –                 | –              | –                 | –              | –                 | –              | –                    | 0–0   |
| 2014       | 1. kör          | Casey Dellacqua   | –              | –                 | 3. kör         | Zarina Dias       | –              | –                    | 2–2   |
| 2015       | 2. kör          | Serena Williams   | –              | –                 | –              | –                 | –              | –                    | 1–1   |
| 2016       | –               | –                 | –              | –                 | –              | –                 | –              | –                    | 0–0   |
| 2017       | –               | –                 | –              | –                 | –              | –                 | Selejtező (Q2) | Selejtező (Q2)       | 0–0   |
| 2018       | Selejtező (Q1)  | Selejtező (Q1)    | –              | –                 | 1. kör         | Angelique Kerber  | 2. kör         | Arina Szabalenka     | 1–2   |
| 2019       | Selejtező (Q1)  | Selejtező (Q1)    | 1. kör         | Aliona Bolsova    | –              | –                 | –              | –                    | 0–1   |
| 2020       | –               | –                 | Selejtező (Q3) | Selejtező (Q3)    | elmaradt       | elmaradt          | 1. kör         | Leylah Fernandez     | 0–1   |
| 2021       | 1. kör          | Jelena Ribakina   | Selejtező (Q3) | Selejtező (Q3)    | 2. kör         | Iga Świątek       | 1. kör         | Ashleigh Barty       | 1–3   |
| 2022       | 1. kör          | Elise Mertens     | –              | –                 | –              | –                 | –              | –                    | 0–1   |
| 2023       | –               | –                 | –              | –                 | Selejtező (Q2) | Selejtező (Q2)    | 1. kör         | Yanina Wickmayer     | 0–1   |
| Gy/V       | 23–14           | 23–14             | 18–9           | 18–9              | 24–13          | 24–13             | 26–13          | 26–13                | 91–49 |

### Páros
| Grand Slam | Australian Open          | Australian Open                  | Roland Garros               | Roland Garros                    | Wimbledon                   | Wimbledon                       | US Open                  | US Open                           |
| Év         | Eredmény Partner         | Utolsó ellenfél                  | Eredmény Partner            | Utolsó ellenfél                  | Eredmény Partner            | Utolsó ellenfél                 | Eredmény Partner         | Utolsó ellenfél                   |
| 2004       | 1. kör A. Miszkina       | Åsa Svensson Meilen Tu           | 3. kör A. Miszkina          | J. Husárová Conchita Martínez    | 2. kör A. Miszkina          | Jennifer Russel Mara Santangelo | –                        | –                                 |
| 2005       | Elődöntő A. Miszkina     | Sz. Kuznyecova A. Molik          | 3. kör J. Lihovceva         | A. Sinobu K. Srebotnik           | Negyeddöntő J. Lihovceva    | Sz. Kuznyecova A. Mauresmo      | –                        | –                                 |
| 2006       | Negyeddöntő J. Lihovceva | A.-L. Grönefeld M. Shaughnessy   | Negyeddöntő N. Dechy        | E. Danjilídu A. Medina Garrigues | 2. kör J. Husárová          | Jen Ce Cseng Csie               | Győzelem N. Dechy        | Gy. Szafina K. Srebotnik          |
| 2007       | 3. kör N. Dechy          | Szun Seng-nan Szun Tien-tien     | –                           | –                                | –                           | –                               | 2. kör A. Harkleroad     | S. Foretz Gacon J. Svedova        |
| 2008       | –                        | –                                | 2. kör J. Vesznyina         | Květa Peschke Rennae Stubbs      | 2. kör J. Vesznyina         | Jen Ce Cseng Csie               | 2. kör J. Vesznyina      | L. Davenport D. Hantuchová        |
| 2009       | 3. kör V. Azaranka       | Cara Black Liezel Huber          | –                           | –                                | 1. kör Lisa Raymond         | Sara Errani C. Suárez Navarro   | 2. kör V. Azaranka       | S. Cirstea C. Wozniacki           |
| 2010       | –                        | –                                | 2. kör V. Azaranka          | L. Huber A. Medina Garrigues     | Döntő J. Vesznyina          | Vania King J. Svedova           | Negyeddöntő J. Vesznyina | Cara Black A. Rodionova           |
| 2011       | 2. kör J. Vesznyina      | Csuang Cs-zs. Hszie Su-vej       | 2. kör Sz. Kuznyecova       | Vania King J. Svedova            | –                           | –                               | 2. kör A. Pavljucsenkova | M. Kirilenko N. Petrova           |
| 2012       | Győzelem Sz. Kuznyecova  | Sara Errani Roberta Vinci        | –                           | –                                | –                           | –                               | –                        | –                                 |
| 2013       | –                        | –                                | –                           | –                                | –                           | –                               | –                        | –                                 |
| 2014       | 1. kör A. Pavljucsenkova | Jelena Janković Karin Knapp      | –                           | –                                | 1. kör Martina Hingis       | Cara Black Szánija Mirza        | –                        | –                                 |
| 2015–2017  | –                        | –                                | –                           | –                                | –                           | –                               | –                        | –                                 |
| 2018       | –                        | –                                | –                           | –                                | 2. kör J Makarova           | Elise Mertens Demi Schuurs      | 3. kör Bacsinszky Tímea  | Samantha Stosur Csang Suaj        |
| 2019       | 1. kör Bacsinszky Tímea  | Kirsten Flipkens Johanna Larsson | 2. kör J Alekszandrova      | Nicole Melichar Květa Peschke    | –                           | –                               | –                        | –                                 |
| 2020       | –                        | –                                | 2. kör Laura Siegemund      | Nicole Melichar Iga Świątek      | elmaradt                    | elmaradt                        | Győzelem Laura Siegemund | Nicole Melichar Hszü Ji-fan       |
| 2021       | 3. kör Laura Siegemund   | Elise Mertens Arina Szabalenka   | 1. kör Babos Tímea          | Petra Martić Shelby Rogers       | 3. kör Laura Siegemund      | Aojama Súko Sibahara Ena        | –                        | –                                 |
| 2022       | 3. kör Viktória Kužmová  | Aojama Súko Sibahara Ena         | –                           | –                                | –                           | –                               | –                        | –                                 |
| 2023       | –                        | –                                | 1. kör Laura Siegemund      | Cori Gauff Jessica Pegula        | Negyeddöntő Laura Siegemund | Marie Bouzková S Sorribes Tormo | Döntő Laura Siegemund    | Gabriela Dabrowski Erin Routliffe |
| 2024       | –                        | –                                | Negyeddöntő Mirra Andrejeva | Marta Kosztyuk E-G Ruse          |                             |                                 |                          |                                   |

## Év végi világranglista-helyezései
| Év     | 2000 | 2001 | 2002 | 2003 | 2004 | 2005 | 2006 | 2007 | 2008 | 2009 | 2010 | 2011 | 2012 | 2013 | 2014 | 2015 | 2016 | 2017 | 2018 | 2019 | 2020 | 2021 | 2022 | 2023 |
| Egyéni | 357. | 365. | 45.  | 13.  | 11.  | 42.  | 24.  | 23.  | 7.   | 9.   | 2.   | 7.   | 98.  | –    | 251. | 182. | –    | 204. | 123. | 141. | 163. | 87.  | 273. | 256. |
| Páros  | –    | 543. | 387. | 73.  | 15.  | 10.  | 18.  | 72.  | 48.  | 58.  | 33.  | 83.  | 33.  | –    | 345. | 174. | –    | –    | 56.  | 71.  | 40.  | 53.  | 31.  | 9.   |